# Samuel Henry Miller

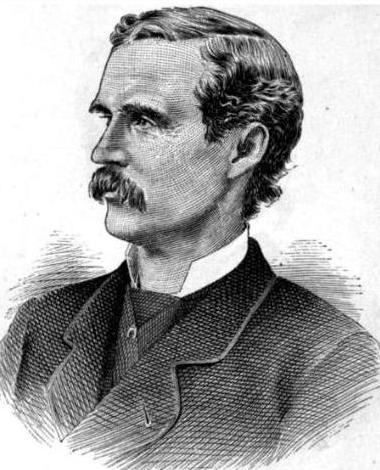
Samuel Henry Miller

Samuel Henry Miller (* 19. April 1840 bei Mercer, Mercer County, Pennsylvania; † 4. September 1918 ebenda) war ein US-amerikanischer Politiker. Zwischen 1881 und 1885 sowie nochmals von 1915 bis 1917 vertrat er den Bundesstaat Pennsylvania im US-Repräsentantenhaus.

## Werdegang
Samuel Miller besuchte die öffentlichen Schulen seiner Heimat und danach bis 1860 das Westminster College in New Wilmington. Anschließend unterrichtete er als Lehrer. Während des Bürgerkrieges diente er im Jahr 1863 für kurze Zeit in der Staatsmiliz von Pennsylvania. Zwischen 1861 und 1870 gab er die Zeitung Mercer Dispatch heraus. Nach einem Jurastudium und seiner 1871 erfolgten Zulassung als Rechtsanwalt begann er in Mercer in diesem Beruf zu arbeiten. Gleichzeitig schlug er als Mitglied der Republikanischen Partei eine politische Laufbahn ein.
Bei den Kongresswahlen des Jahres 1880 wurde Miller im 26. Wahlbezirk von Pennsylvania in das US-Repräsentantenhaus in Washington, D.C. gewählt, wo er am 4. März 1881 die Nachfolge von Samuel Bernard Dick antrat. Nach einer Wiederwahl konnte er bis zum 3. März 1885 zwei Legislaturperioden im Kongress absolvieren. Im Jahr 1884 verzichtete er auf eine weitere Kandidatur.
Nach dem Ende seiner Zeit im US-Repräsentantenhaus betätigte sich Miller zunächst wieder als Anwalt. Zwischen 1894 und 1904 war er Vorsitzender Richter im Mercer County. Danach praktizierte er wieder als privater Rechtsanwalt. Bei den Kongresswahlen des Jahres 1914 wurde er im 28. Distrikt seines Staates erneut in den Kongress gewählt, wo er am 4. März 1915 Willis James Hulings ablöste. Da er im Jahr 1916 nicht mehr kandidierte, konnte er bis zum 3. März 1917 nur eine weitere Legislaturperiode im US-Repräsentantenhaus absolvieren. Danach arbeitete er wieder als Jurist. Er starb am 4. September 1918 in Mercer, wo er auch beigesetzt wurde.